# Batalla de Mojkovac
La batalla de Mojkovac fue una batalla de la Primera Guerra Mundial que se libró entre el 6 y el 7 de enero de 1916 cerca de Mojkovac, en lo que hoy es Montenegro, entre los ejércitos de Austria-Hungría y el Reino de Montenegro. Terminó con una decisiva victoria montenegrina.

## Preludio
En el invierno de 1915, el ejército montenegrino había estado luchando contra el ejército austrohúngaro durante tres meses en Serbia. En enero de 1916 tuvieron que resistir la invasión de su territorio. El clima severo y la falta de suministros debilitaron al ejército montenegrino. El 5 de enero de 1916, recibieron una orden para proteger la retirada del Ejército Real de Serbia a Corfú en Grecia a través de Albania. Savo Lazarević fue comandante de la Gendarmería Real de Montenegro, que formaba parte del Destacamento Čakor durante la Batalla de Mojkovac.

## Batalla
La lucha culminó los días 6 y 7 de enero de 1916 (en la Navidad ortodoxa, también conocida como 'Navidad sangrienta'). Dirigidos por Serdar (Vojvoda) Janko Vukotić con Krsto Popović como segundo al mando, los montenegrinos infligieron grandes bajas a los austrohúngaros y detuvieron temporalmente su avance. Las fuerzas montenegrinas se habían atrincherado alrededor del pueblo de Mojkovac. El ejército austrohúngaro atacó posiciones montenegrinas temprano ese día junto con un bombardeo de artillería pesada en el propio Mojkovac. Al mediodía, el ataque austrohúngaro fue rechazado y sufrió numerosas bajas. La lucha se reanudó hasta que las fuerzas austrohúngaras abandonaron el campo de batalla, dejando más de 2000 soldados austrohúngaros muertos. Al final del día, las fuerzas montenegrinas lograron rechazar múltiples ataques de las fuerzas austrohúngaras y recuperaron el control de Mojkovac y sus alrededores. Gran parte de la lucha se llevó a cabo cuerpo a cuerpo con bayonetas caladas y cuchillos, en la nieve hasta las rodillas. El 7 de enero, los austrohúngaros lanzaron un segundo ataque contra posiciones montenegrinas. El ataque volvió a fallar, con grandes pérdidas en ambos lados. A pesar de tener un ejército mucho más fuerte, más grande y mejor equipado, las fuerzas austrohúngaras abandonaron sus posiciones en Mojkovac el día 7 y se retiraron.

## Resultados
Existe un desacuerdo considerable sobre la conducción real de la batalla, pero los montenegrinos obligaron a un enemigo numéricamente superior a retirarse. La batalla pretendía dar al Ejército Real de Serbia tiempo suficiente para llegar a las montañas albanesas en su retirada a Corfú, pero, de hecho, la mayoría de las tropas serbias ya habían cruzado las montañas y llegado a la costa y se abrían camino hacia el sur entre Shkodër y Durrës. 
Las fuerzas montenegrinas continuaron manteniendo la línea del río Berane-Andrijevica-Mojkovac-Tara hasta que se retiraron el 18 de enero. Luego, los austriacos continuaron empujando su ofensiva hacia el sur. 
Mientras tanto, los austrohúngaros ya habían tomado el monte Lovćen (11 de enero), la capital Cetiña (13 de enero), Peć y Berane (10 de enero). 
Algunos historiadores indican que en el momento de la batalla el rey Nicolás ya estaba en negociaciones de rendición y que varias unidades ya se habían rendido, mientras que otros sostienen que el rey Nicolás no accedió a negociar hasta el 12 de enero. Sin embargo, el 25 de enero todo el ejército de Montenegro había depuesto las armas. 
El generalmajor Reinöhl dijo sobre la batalla: "El coraje del soldado montenegrino no tiene igual en la historia de las guerras. Aquí se podía ver al soldado montenegrino atacando las bayonetas del enemigo con sus propias manos. Ese ejército numéricamente pequeño, armado con armas primitivas, en el terreno de Mojkovac detuvo durante días al mucho más numeroso ejército austrohúngaro, equipado con armas modernas".